# Osamu Maeda
Osamu Maeda (Fukuoka, Prefectura de Fukuoka, Japó, 5 de setembre de 1965) és un exfutbolista japonès.

## Selecció japonesa
Osamu Maeda va disputar 14 partits amb la selecció japonesa.